# Championnats du monde de voile 2003
Navigation
Édition précédente Édition suivante
Cette page rapporte les résultats de la voile aux Championnats du monde de voile 2003.

## Épreuves au programme
Douze épreuves de voile sont au programme de ces Championnats du monde de voile qui se déroulent à Cadix  Espagne du 13 au 24 septembre 2003, et à Laredo  Espagne, pour les épreuves de 29er:
- planche à voile Hommes, 23 septembre 2003
- planche à voile Femmes, 23 septembre 2003
- Laser standard (hommes), 24 septembre 2003
- Europe (femmes), 23 septembre 2003
- 470 Hommes (2 équipiers), 23 septembre 2003
- 470 Femmes (2 équipières), 23 septembre 2003
- 29er (2 équipiers) Laredo  Espagne,
- 49er (2 équipiers), 20 septembre 2003
- Star (2 équipiers), 23 septembre 2003
- Finn (1 équipier), 23 septembre 2003
- Tornado (2 équipiers), 24 septembre 2003
- Yngling (3 équipières), 22 septembre 2003

## Tableau des médailles pour la voile
| Rang | Pays             | Médaille d'or | Médaille d'argent | Médaille de bronze | Total |
| ---- | ---------------- | ------------- | ----------------- | ------------------ | ----- |
| 1    | Royaume-Uni      | 3             | 1                 | 3                  | 7     |
| 2    | France           | 1             | 1                 | 1                  | 3     |
| 2    | Australie        | 1             | 1                 | 1                  | 3     |
| 4    | Grèce            | 1             | 1                 | 0                  | 2     |
| 5    | États-Unis       | 1             | 0                 | 1                  | 2     |
| 5    | Israël           | 1             | 0                 | 1                  | 2     |
| 7    | Pologne          | 1             | 0                 | 0                  | 1     |
| 7    | Portugal         | 1             | 0                 | 0                  | 1     |
| 7    | Norvège          | 1             | 0                 | 0                  | 1     |
| 7    | Italie           | 1             | 0                 | 0                  | 1     |
| 11   | Argentine        | 0             | 1                 | 1                  | 2     |
| 11   | Espagne          | 0             | 1                 | 1                  | 2     |
| 13   | Nouvelle-Zélande | 0             | 1                 | 0                  | 1     |
| 13   | Brésil           | 0             | 1                 | 0                  | 1     |
| 13   | Finlande         | 0             | 1                 | 0                  | 1     |
| 13   | Norvège          | 0             | 1                 | 0                  | 1     |
| 13   | Suède            | 0             | 1                 | 0                  | 1     |
| 13   | Allemagne        | 0             | 1                 | 0                  | 1     |
| 19   | Russie           | 0             | 0                 | 1                  | 1     |
| 19   | Ukraine          | 0             | 0                 | 1                  | 1     |
| 19   | Danemark         | 0             | 0                 | 1                  | 1     |

## Résultats
| Épreuves              | Or                                            | Argent                                         | Bronze                                       |
| --------------------- | --------------------------------------------- | ---------------------------------------------- | -------------------------------------------- |
| Planche à voile Homme | Przemyslaw Miarczynski                        | Nikolaos Kaklamanakis                          | Gal Fridman                                  |
| Planche à voile Femme | Lee Korzits                                   | Barbara Kendall                                | Faustine Merret                              |
| Laser Homme           | Gustavo Lima                                  | Robert Scheidt                                 | Michael Blackburn                            |
| Europe Femme          | Siren Sundby                                  | Sari Multala                                   | Mary Gaillard                                |
| 470 Homme             | Gabrio Zandona & Andrea Trani                 | Nathan Wilmot & Malcolm Page                   | Gustavo Martinez Doreste & Dimas Wood        |
| 470 Femme             | Sofía Bekatórou & Emilía Tsoúlfa              | Ingrid Petitjean & Nadège Douroux              | Vlada Ilienko & Natalia Gaponovich           |
| 29er mixte            | David Evans & Rick Peacock                    | Pepe Bettini & Federico Villambrosa            | Thomas Smedley & Stevie Wilson               |
| 49er mixte            | Christopher Draper & Simon Hiscocks           | Christoffer Sundby & Frode Bovim               | Luka Rodion & Leonchuk George                |
| Star Homme            | Xavier Rohart & Pascal Rambeau                | Fredrik Lööf & Anders Ekström                  | Iain Percy & Steven Mitchell                 |
| Finn Homme            | Ben Ainslie                                   | Rafael Trujillo                                | Andrew Simpson                               |
| Tornado               | Darren Bundock & John Forbes                  | Leigh Mcmillan & Mark Bulkeley                 | Santiago Lange & Carlos Espinola             |
| Yngling Femme         | Hannah Swett & Melissa Purdy & Joan Touchette | Ulrike Schümann & Wibke Bülle & Winnie Lippert | Dorte Jensen & Helle Jespersen & Rachel Kiel |